# Липчинское
Липчанское село в Слободо-Туринском районе Свердловской области России, входит в состав  Усть-Ницинского сельского поселения. Согласно картографического материала «карта путей сообщения Азиатской России» от  1911 года

## География
Село Липчинское расположено в 35 километрах (по автодороге в 49 километрах) к юго-востоку от села Туринская Слобода, на правом берегу реки Туры, в устье реки Липки.

## История деревни
Основано в 1825 году сосланным на вечное поселение офицером по фамилии Липчанский. Который ранее проживал  в Валынской области Туринского района село Тупалы (архивная справка)
В 1920-х годах в деревне были проведены археологические раскопки. По названию поселения был определен Липчинский тип памятников археологии энеолита Зауралья.

### Христорождественская церковь
В 1826 году была построена каменная двухпрестольная церковь, которая была освящена в честь Рождества Христова. Придел был освящён в честь великомученицы Параскевы. Церковь была закрыта в 1930-е годы.

## Население
| 2002 | 2010 | 2021 |
| ---- | ---- | ---- |
| 562  | ↘520 | ↘436 |